# Clayhatchee
Clayhatchee – miasto w Stanach Zjednoczonych, w stanie Alabama, w hrabstwie Dale. W roku 2023 miasto zamieszkiwało 481 osób, a gęstość zaludnienia wynosiła 67,7 osoby/km².